# Station Sherborne
Sherborne is een spoorwegstation van National Rail in Sherborne, West Dorset in Engeland. Het station is eigendom van Network Rail en wordt beheerd door South Western Railway. 

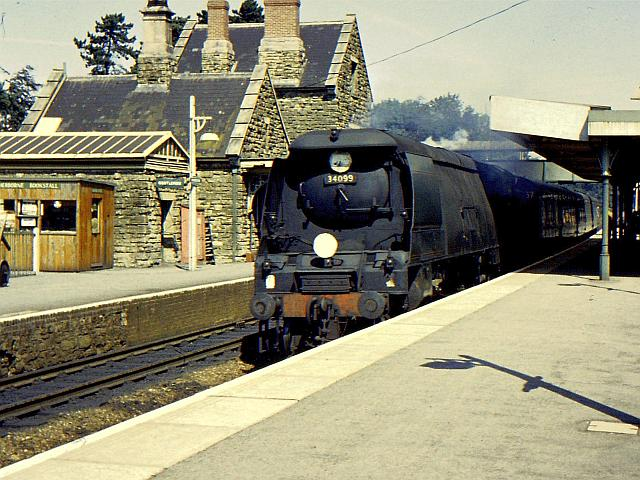
1964
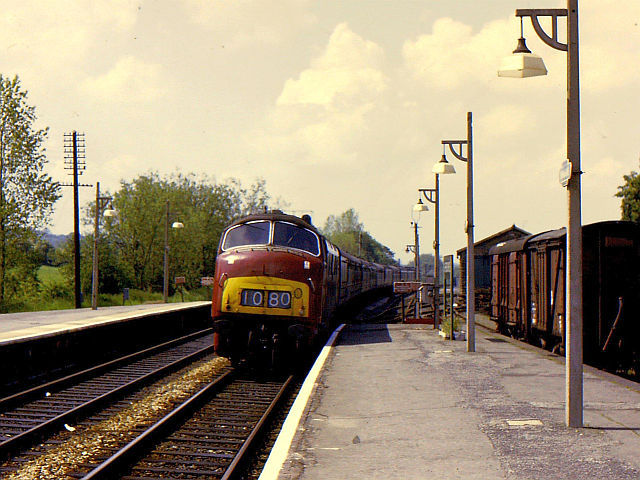
1967